# Patimat Abakarova
Patimat Abakarova (Majachkalá, 23 d'octubre de 1994) és una esportista azerbaidjanesa, d'origen rus, que competeix en taekwondo.
Va participar en els Jocs Olímpics de Rio de Janeiro 2016, obtenint una medalla de bronze en la categoria de –49 kg. En els Jocs Europeus de Bakú 2015 va aconseguir una medalla de bronze en la categoria de –49 kg.
Ha guanyat dues medalles en el Campionat Europeu de Taekwondo, plata el 2016 i bronze el 2018.

## Palmarès internacional
| Jocs Olímpics     | Jocs Olímpics                  | Jocs Olímpics | Jocs Olímpics |
| Any               | Lloc                           | Medalla       | Categoria     |
| ----------------- | ------------------------------ | ------------- | ------------- |
| 2016              | Rio de Janeiro (Brasil Brasil) | 3             | –49 kg        |
| Jocs Europeus     |                                |               |               |
| Any               | Lloc                           | Medalla       | Categoria     |
| 2015              | Bakú (Azerbaidjan Azerbaidjan) | 3             | –49 kg        |
| Campionat Europeu |                                |               |               |
| Any               | Lloc                           | Medalla       | Categoria     |
| 2016              | Montreux (Suïssa)              | 2             | –53 kg        |
| 2018              | Kazán (Rússia Rússia)          | 3             | –49 kg        |